# Harpyionycteris
Harpyionycteris là một chi động vật có vú trong họ Dơi quạ, bộ Dơi. Chi này được Thomas miêu tả năm 1896. Loài điển hình của chi này là Harpyionycteris whiteheadi Thomas, 1896.

## Các loài
Chi này gồm các loài: